# Apeadero de Vila Real de Santo António - Guadiana
El Apeadero de Vila Real de Santo António - Guadiana, igualmente conocido como Estación de Villarreal de San Antonio - Guadiana, es una plataforma desactivada de la Línea del Algarve, que servía a la localidad de Villarreal de San Antonio, en el distrito de Faro, en Portugal.